# Sander Marijnissen
Sander Marijnissen (25 de octubre de 1970) es un jinete neerlandés que compitió en la modalidad de doma. Ganó una medalla de bronce en el Campeonato Europeo de Doma de 2011, en la prueba por equipos.

## Palmarés internacional
| Campeonato Europeo | Campeonato Europeo      | Campeonato Europeo | Campeonato Europeo |
| Año                | Lugar                   | Medalla            | Categoría          |
| ------------------ | ----------------------- | ------------------ | ------------------ |
| 2011               | Róterdam (Países Bajos) | Medalla de bronce  | Por equipos        |